# Robert A. Kann
Robert A. Kann (Viena, 1906-30 de agosto de 1981) fue un historiador estadounidense de origen austriaco, profesor en la Universidad de Rutgers.
Fue autor de obras como The Multinational Empire (Columbia University Press, 1951), A Study in Austrian Intellectual History from Late Baroque to Romanticism (Frederick A. Praeger, 1960), Das Nationalitätenproblem der Habsburgermonarchie. Geschichte und Ideengehalt der nationalen Bestrebungen vom Vormärz bis zur Auflösung des Reiches im Jahre 1918 (Hermann Böhlaus Nachf., 1964), The Problem of Restoration. A Study in Comparative Political History (University of California Press, 1968), A History of the Habsburg Empire 1526-1918 (University of California Press, 1974), Erzherzog Franz Ferdinand Studien (1976), entre otras.